# Tunezja na Letnich Igrzyskach Olimpijskich 1976
W reprezentacji Tunezji na Letnich Igrzyskach Olimpijskich 1976 początkowo miało wystąpić 22 sportowców w 4 dyscyplinach. Po dwóch dniach trwania igrzysk, Tunezja przyłączyła się jednak do bojkotu imprezy, spowodowanego dopuszczeniem do rywalizacji reprezentantów Nowej Zelandii, pomimo odbycia reprezentacji tego kraju w rugby tournée po Republice Południowej Afryki. Inne kraje afrykańskie uznały to za przejaw poparcia wobec panującej wówczas w RPA polityki apartheidu.
Wobec tego na igrzyskach wystartowało ostatecznie 15 sportowców (14 mężczyzn i 1 kobieta) w 3 dyscyplinach. Żaden z nich nie zdołał zdobyć medalu dla swojej reprezentacji.
Był to 5. występ Tunezji na letnich igrzyskach olimpijskich. Chorążym ekipy na ceremonii otwarcia był biegacz Mohammed Gammoudi.

## Wyniki

### Boks

#### Mężczyźni
| Zawodnik       | Konkurencja       | 1/32 finału                               | 1/16 finału      | 1/8 finału       | Ćwierćfinały     | Półfinały        | Finał            | Pozycja | Źródło |
| Zawodnik       | Konkurencja       | Przeciwnik Wynik                          | Przeciwnik Wynik | Przeciwnik Wynik | Przeciwnik Wynik | Przeciwnik Wynik | Przeciwnik Wynik | Pozycja | Źródło |
| -------------- | ----------------- | ----------------------------------------- | ---------------- | ---------------- | ---------------- | ---------------- | ---------------- | ------- | ------ |
| Bechir Jlassi  | Waga lekka        | DNS                                       | DNS              | DNS              | DNS              | DNS              | DNS              | DNS     | [ 4 ]  |
| Fredj Chtioui  | Waga półśrednia   | David Jackson P – TKO w 2. rundzie (2:06) | NQ               | NQ               | NQ               | NQ               | NQ               | 28-31.  | [ 5 ]  |
| Mohamed Majeri | Waga lekkośrednia | DNS                                       | DNS              | DNS              | DNS              | DNS              | DNS              | DNS     | [ 6 ]  |

### Lekkoatletyka

#### Mężczyźni
| Zawodnik          | Konkurencja     | Czas | Pozycja | Źródło |
| ----------------- | --------------- | ---- | ------- | ------ |
| Adel Bouguerra    | Bieg na 10000 m | DNS  | DNS     | [ 7 ]  |
| Mohammed Gammoudi | Bieg na 10000 m | DNS  | DNS     | [ 7 ]  |
| Abdelkader Zaddem | Bieg na 10000 m | DNS  | DNS     | [ 7 ]  |

### Piłka ręczna

#### Mężczyźni
| Zawodnik         | Konkurencja      | Faza grupowa | Faza grupowa | Faza grupowa     | Faza finałowa    | Pozycja          | Źródło |
| Zawodnik         | Konkurencja      | Bilans       | Bramki       | Pozycja          | Przeciwnik Wynik | Pozycja          | Źródło |
| ---------------- | ---------------- | ------------ | ------------ | ---------------- | ---------------- | ---------------- | ------ |
| drużyna mężczyzn | Turniej mężczyzn | 0-0-2        | 21:47        | Nieklasyfikowani | NQ               | Nieklasyfikowani | [ 8 ]  |

##### Wyniki meczów (anulowane)
| Przeciwnik     | Wynik          | Strzelcy bramek dla Tunezji                     | Źródło |
| -------------- | -------------- | ----------------------------------------------- | ------ |
| Polska         | P 12:26 (7:12) | nieznani                                        | [ 9 ]  |
| Czechosłowacja | P 9:21 (3:10)  | Rebai 3, Chabchoub 3, reszta strzelców nieznana | [ 10 ] |

##### Skład[2]
Kursywą zaznaczono zawodników, którzy nie wystąpili w żadnym z dwóch meczów.
| Zawodnik              | Data urodzenia |
| --------------------- | -------------- |
| Mohamed Abdel Khaled  | 22.11.1951     |
| Khaled Achour         | 11.08.1955     |
| Habib Ammar           | 15.11.1946     |
| Ahmed Bechir Bel Hadj | 13.03.1950     |
| Abderraouf Ben Samir  | 29.12.1953     |
| Moncef Besbes         | 11.11.1949     |
| Raouf Chabchoub       | 15.05.1954     |
| Slaheddine Deguechi   | 20.10.1954     |
| Mohamed Naceur Jelili | 02.02.1950     |
| Mounir Jelili         | 11.06.1949     |
| Habib Kheder          | 17.08.1954     |
| Lotfi Rebai           | 01.02.1954     |
| Mohamed Klai          | 25.02.1953     |
| Salah Sassi           | 22.08.1950     |

### Pływanie

#### Mężczyźni
| Zawodnik   | Konkurencja           | Eliminacje | Eliminacje | Finał | Finał   | Źródło |
| Zawodnik   | Konkurencja           | Czas       | Pozycja    | Czas  | Pozycja | Źródło |
| ---------- | --------------------- | ---------- | ---------- | ----- | ------- | ------ |
| Ali Gharbi | 200 m stylem dowolnym | 1:55.82    | 24.        | NQ    | NQ      | [ 11 ] |
| Ali Gharbi | 400 m stylem dowolnym | DNS        | DNS        | DNS   | DNS     | [ 12 ] |

#### Kobiety
| Zawodnik       | Konkurencja           | Eliminacje | Eliminacje | Półfinały | Półfinały | Finał | Finał   | Źródło |
| Zawodnik       | Konkurencja           | Czas       | Pozycja    | Czas      | Pozycja   | Czas  | Pozycja | Źródło |
| -------------- | --------------------- | ---------- | ---------- | --------- | --------- | ----- | ------- | ------ |
| Myriam Mizouni | 100 m stylem dowolnym | 1:02.42    | 38.        | NQ        | NQ        | NQ    | NQ      | [ 13 ] |
| Myriam Mizouni | 200 m stylem dowolnym | DNS        | DNS        | DNS       | DNS       | DNS   | DNS     | [ 14 ] |
| Myriam Mizouni | 400 m stylem dowolnym | 4:43.11    | 28         | —         | —         | NQ    | NQ      | [ 15 ] |